# NGC 5948
NGC 5948 é uma estrela dupla na direção da constelação de Serpens. O objeto foi descoberto pelo astrônomo Edouard Stephan em 1881, usando um telescópio refletor com abertura de 31,5 polegadas. 